# 卡拉尔主战坦克
卡拉尔主战坦克（波斯语كرار lit.前锋或“攻击者”  ) 是伊朗的一款主战坦克。 该坦克于 2016 年公开。伊朗官方称，它拥有光电火控系统、激光测距仪、弹道计算机，可以在白天或晚上向固定和移动目标开火。 
卡拉尔主战坦克是在伊朗试图获得许可生产俄罗斯 T-90MS 坦克的技术谈判失败后宣布的。 它基于苏联制造的T-72主战坦克 ，并试图结合 T-90主战坦克、美国 M1 艾布拉姆斯和英国挑战者 2 的元素然而，它被外界认为是劣质的，并且被描述为“比升级的 T-72 多具有一些伊朗本土零配件和以 T-90MS 为模型的外观”。 尽管它在视觉上与T-90相似，但伊朗拒绝了任何所谓的俄罗斯在该项目中的合作。 
它在 Bani Hashim 国防工业园区生产。  

## 历史
2015年12月，伊朗陆军司令艾哈迈德礼萨普尔达斯坦准将宣布计划购买俄罗斯的T-90坦克。  
2016 年 2 月上旬，Pourdastan 表示“由于我们可以在国内生产类似型号，并且我们计划在不久的将来这样做，因此交易现已结束”。
据一些消息来源称，Pourdastan 还表示可能会在制造商 Uralvagonzavod 的协助下，通过在伊朗的许可生产来寻求获得它们。  
第二天，俄罗斯塔斯社报道说，俄罗斯的T-90制造商表示有兴趣在与伊朗的军事合作限制取消后，与伊朗 "在T-90S主战坦克特许生产、T-72S主战坦克现代化和相关设施的升级方面 "进行合作。   几天后，伊朗国防部长也提到了卡拉尔坦克，声称：“国防工业从头开始设计和建造了新的主战坦克。即使不是更好，它仍然和俄罗斯的 T-90 一样致命。”  
2 月中旬，伊朗陆军中校表示，除非俄罗斯同意分享（生产）技术，否则陆军已被命令不得购买其军事装备，伊朗仍希望俄罗斯同意这样的交易.   他还声称，“卡拉尔坦克已经交付给陆军的作战部队。”  
2016 年 8 月，来自伊朗电视台“Telewebion”的视频片段在 YouTube 上发布，展示了卡拉尔主战坦克在沙漠中进行的训练。   2016 年 11 月，俄新社报道称，俄罗斯和伊朗仍在就 T-90 坦克进行谈判。 
2017 年 3 月上旬，Pourdastan 表示，国产主战坦克将在未来几天亮相并很快服役，但补充说伊朗仍计划购买 T-90。  
2017年3月12日，在卡拉尔主战坦克向公众揭幕后，德黑兰宣布将进行量产。 尽管当时尚不清楚是否正在构建预生产模型或生产模型。
Kiomars Heidari 准将在接受塔斯尼姆通讯社采访时提到，卡拉尔主战坦克将于 2018 年交付。  
2018年7月， 伊斯兰革命卫队计划采购多达800辆卡拉尔主战坦克。   2020 年 11 月 20 日，Karrar 的生产模型被认为已准备好在伊朗军队服役。 

## 设计

### 武器
Karrar 的主要武器包括一门125 毫米 2A46 滑膛炮，配有排烟器和热套管。 配备 12.7 口径机枪的遥控武器站安装在炮塔的顶部。主炮能够发射反坦克激光制导导弹。 还存在传送带自动装弹机，从而不需要装弹手。 

### 装甲
据推测，Karrar 配备了最新一代的伊朗复合装甲以及安装在车体和炮塔上的爆炸反应装甲板。两侧还有装甲板，车体和炮塔后部有板条装甲。  Karrar 具有三种主要类型的ERA 。第一个是在侧裙和炮塔前部似乎是 Relikt 的伊朗复制品，在炮塔顶部有一个未知的 ERA，在车体和炮塔侧面的前部有一个非常厚的 ERA，以前在伊朗 M60 坦克上看到过。 

### 电子对抗
Karrar 具有四个眩目装置，每个眩目装置都包含一个光电干扰器和 3 个激光警告接收器，作为其软杀伤主动保护系统的一部分。替代配置移除了眩目器，并在顶部有一个 360° PLDS-S-1激光警告接收器。同样的 360°激光警告接收器也出现在伊朗的 M-60 坦克上。一旦检测到激光锁定，坦克就可以使用它的 12 个 81 毫米发射器部署烟雾或气溶胶屏幕。 

### 机动性
Karrar 配备了 1000 马力引擎。这还没有正式说明，但在Bani Hashem工厂（与 Shahid Zainuddin 一起的伊朗主要 AFV 工厂） Karrar 坦克上安装的标志上写着“hp 1000”字样。  Karrar 的功率重量比约为 20 结果是每吨马力，它的速度据说在 70 左右 公里/小时。  
外部油箱可以连接到后部以扩大其机动里程。 没有燃料桶的机动里程是 500–550 公里，但有燃料桶后至少进一步增加 200–280 公里。 

### 变体
2020 年 11 月 22 日，显示了一个服务变体。它没有枪管上的金属板，涂成棕褐色，与炮手的瞄准镜有一些细微的差别，升级了光学系统，还有一个光电干扰系统。  

### 与俄罗斯坦克的相似性
根据军事专家的说法，Karrar 是基于（尽管不如）苏联制造的 T-72 和 T-90，以及美国的 M1 艾布拉姆斯和英国的挑战者 2。 
“专家们将 Karrar 视为俄制T-90MS的某种复制品并非巧合，T-90MS 是 T-90 平台的最先进改型”，退役少校说。将军Vladimir Bogatyrev，俄罗斯全国退役军官协会董事会主席。他还补充说，“它基于 T-72 平台，但它也有来自美国艾布拉姆斯和M60坦克的东西。一些元素是从M48和英国酋长坦克借来的。他们采用了所有这些元素并尝试设计自己的坦克。” 
Karrar 坦克复合阵列的图片显示它使用了反射板，与俄罗斯T-90和T-72B/S坦克中的反射板相同。炮塔看起来也与俄罗斯T-90M/MS坦克极其相似，尽管前部更厚。

## 图集

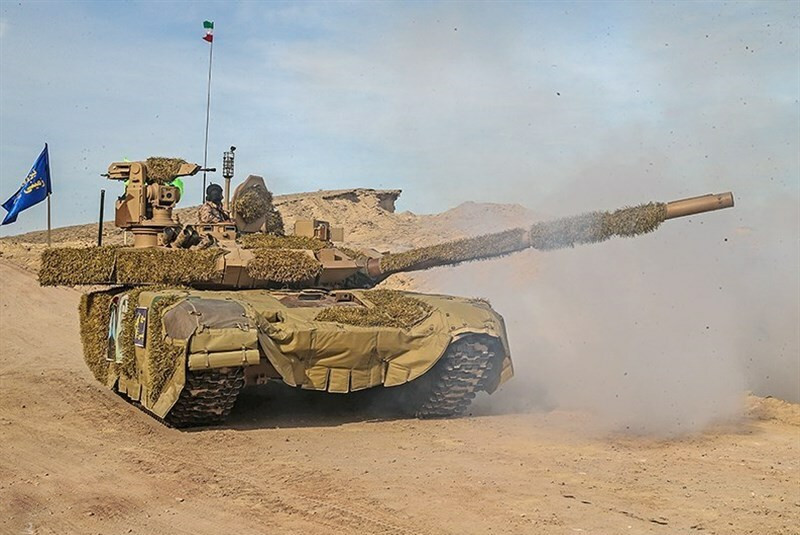
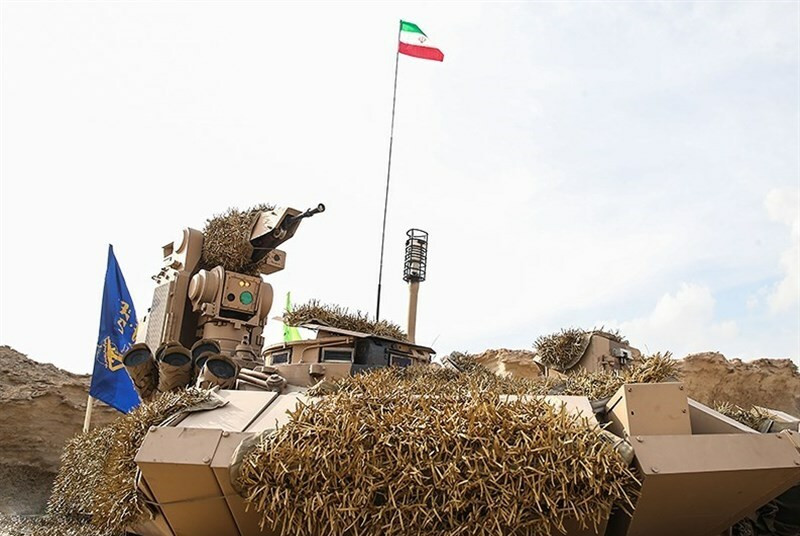
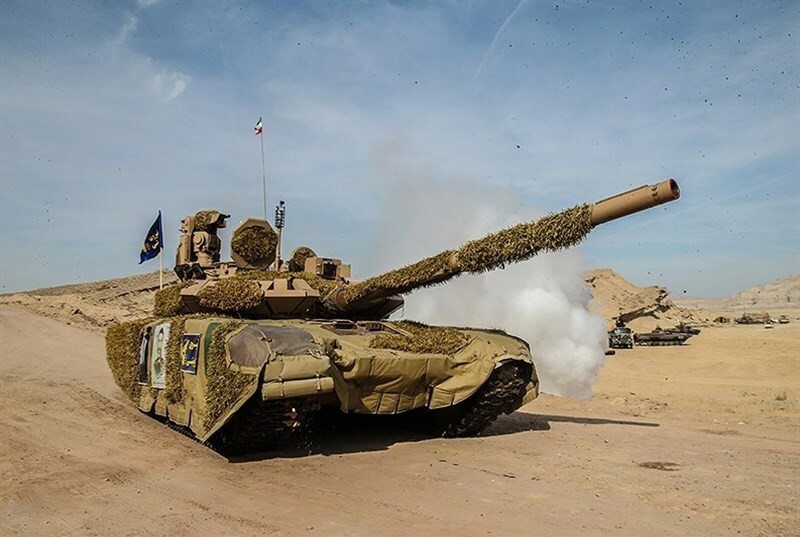

## 使用者
- 伊朗
  - 伊朗伊斯兰革命卫队[31]
  - 伊朗伊斯兰共和国陆军[32]